# 則井万寿雄
則井 万寿雄（のりい ますお、1879年（明治12年）10月24日 - 1936年（昭和11年）10月26日）は、衆議院議員（立憲政友会）であり、弁護士でもある。

## 経歴

### 生い立ち
1879年（明治12年）岡山県上房郡川面村（現：高梁市）出身で農業・土木請負業の則井兼十郎の次男に生まれる。川面小学校、旧制高梁中学校（現：岡山県立高梁高等学校）を卒業後上京し、昼間郵便局でアルバイトをしながら明治大学夜間部、明治大学高等研究科で法学の研究を続け1904年（明治37年）7月修了した。

### 大学卒業後
1904年（明治37年）に判事検事登用試験に合格し、高松地方裁判所に勤務したが、1年で辞した。その後、東京で弁護士を開業したが、岡山に戻って高梁で開業した。高梁に帰郷した後、結婚した。釣りを好み良く高梁川へ魚釣りに出かけ、これがきっかけで、高梁川漁業共同組合長となる。1923年（大正12年）には県議会議員に初当選し岡山県議会議員を2期務めた。1930年には県議会議長も歴任。その間、岡山地方森林会議員・小作調停委員を務め名誉参事会員となる。
1932年（昭和7年）2月、衆議院議員に岡山二区から立候補したが、同郷の西村丹治郎と争い落選する。そして、1934年（昭和9年）5月犬養毅と白神邦二の死による衆議院議員補欠選挙で、西村丹治郎と共に無投票当選した。同じ高梁から二人の代議士が誕生し当時の話題になった。
現在も残る則井万寿雄の実家は犬養毅の選挙事務所としても使われており、その縁で五・一五事件で犬養毅首相が倒れた際、その後継者として出馬した。次の選挙（1936年2月）では、病気で十分な選挙運動ができず、加えて犬養毅の3男である犬養健が出馬し、則井は落選している。同年10月、肝臓ガンで逝去。57歳だった。

## エピソード

### 伯備線の全線開通に尽力
則井は伯備線の全線開通に向け鉄道大臣に強く働きかけ実現した。伯備線の豪渓駅（現・岡山県総社市）の名称は紅葉の名勝「豪渓」を売り出すために万寿雄が名付けたと言われている。備中高梁駅前通りの街路樹のプラタナスは名誉参事会員になった記念に秋田県から取り寄せて植樹したものである。この木は昭和50年代に老木のため伐採された。

### 高梁正教員養成所の建設
1924年（大正13年）に開設された、高梁正教員養成所（現・方谷學舎高等学校）の校舎建設のため荘直温町長・池上仙二郎（後の高梁町長･長右衛門）等と後援会を組織し、内山下の重クロム酸会社の工場跡地を買収し、工場の建物を教室に転用した。